# 松田康郷
松田 康郷（まつだ やすさと）は、戦国時代から江戸時代初期にかけての武将。後北条氏の家臣。武勇に優れた話が残る。

## 生涯
天文9年（1540年）、後北条氏の家臣・松田康定（六郎左衛門、筑前守、頼貞）の次男として誕生。
史料上の初見は永禄2年(1559年)の「役帳」であり、従兄弟である松田憲秀の所領のうち、「相模・飯田岡　孫太郎分」とあり、憲秀から所領を与えられた同心であったことがわかる。
永禄9年（1566年）、越後国の上杉謙信が北条方の下総国臼井城へと侵攻して来た際に、同国の大和田城を守っていた康郷は、百騎を率いて千葉胤富・白井胤治らが籠もる臼井城へと駆けつけ、奮戦の末に上杉本陣直前まで切り込み、上杉軍を撃破した（臼井城の戦い）。軍神といわれた謙信自らが率いる軍団に多大な被害を負わせたこの戦いは、謙信生涯最大の敗戦といわれ、この戦功により北条氏政から感状と長光の太刀、また相模国足柄下郡に200貫を賜った。また、この戦の際に朱色の甲冑、具足という赤備えの装備で現れた康郷の働きを見て、上杉謙信が「岩舟山に赤鬼の住むと沙汰しけるは、一定彼がことなるべし」と感嘆し、「鬼孫太郎」「松田の赤鬼」などの異名を取り大いに武名を高めた（『小田原北条記』）。
その後も天正10年（1582年）の神流川の戦いなど、北条氏に仕えて各地を転戦するが、天正18年（1590年）の小田原征伐の際には、兄と共に山中城を守備し奮戦するも、城は落城し兄は戦死するが康郷は脱出した。小田原城が落城し北条氏が滅亡した後は、結城秀康に六百石で仕えた。
慶長14年（1609年）5月2日、死去。享年70。

## 子孫
嫡男・定勝（1559-1645）は、父と同じく北条氏に仕え、しばしば戦功を挙げたという。北条氏改易後は徳川家に仕え、名護屋、関ヶ原、大坂に従軍し、知行一千石を賜った。正保2年（1645）8月11日、87歳で死去。子孫は幕臣として続いた（『寛政譜』）。
また、『異本小田原記』には、北条氏照家臣の大石秀信（源七郎、四郎右衛門尉）は康郷の弟、大石照基（惣四郎、信濃守）は康郷の子であったとの伝承が残る。このうち、少なくとも秀信については、「松田四郎右衛門尉」名義で氏照の奉行人を務め、のちに「大石四郎右衛門尉」を名乗っていることが確認されるため、松田一族であることは事実と考えられる。
なお、大石氏略系図によると、逆に大石秀信（四郎右衛門尉。大石憲重(綱周)の養子。）は康郷の子、大石照基（源七郎松庵。松田康定の子。大石定基(宗虎)養子。）は康郷の弟で記述されている